# Roman Bielawski
Roman Ludwik Bielawski ps. „Adam”, „Jeleń” (ur. 22 maja 1907, zm. 12 lipca 1942 w Garbatce-Letnisko) – major Wojska Polskiego II RP i Armii Krajowej; uczestnik kampanii wrześniowej 1939 roku; pierwszy komendant Obwodu Kozienice ZWZ-AK.
Urodził się 22 maja 1907 roku  w Pojałowicach w powiecie miechowskim (wówczas gubernia kielecka – obecnie województwo małopolskie). Poległ 12 lipca 1942 roku w Garbatce-Letnisko w powiecie kozienickim.

## Służba wojskowa i udział w kampanii wrześniowej
Po ukończeniu Szkoły Podchorążych Piechoty otrzymał promocję na stopień podporucznika w korpusie oficerów zawodowych piechoty z dniem 15 sierpnia 1931 roku. Po promocji rozpoczął służbę w 73 Pułku Piechoty w Katowicach, gdzie objął stanowisko podporucznika służby liniowej ciężkich karabinów maszynowych. W trakcie służby wojskowej uzyskał wysokie kwalifikacje strzeleckie. Dwukrotnie zajmował II miejsce w zawodach strzeleckich o mistrzostwo 23 Dywizji Piechoty – w 1933 roku jako podporucznik i 1934 jako porucznik (zawody na strzelnicy w Siewierzu). Jako oficer katowickiego pułku osiągnął pełne szkolenie w zakresie pięcioboju sportowego – włącznie z jazdą konną typu kawaleryjskiego. Do stopnia kapitana WP awansował w marcu 1939.
Na dzień wybuchu wojny – 1 września 1939, wyznaczony został na dowódcę 2 kompanii ckm II batalionu 73 Pułku Piechoty. Brał udział w bitwie wyrskiej 2 września 1939 roku, stanowiącą część bitwy granicznej na terenie wschodniego Górnego Śląska, w której bataliony 73. pp powstrzymywały natarcia oddziałów niemieckiej 8 i 28 Dywizji Piechoty (Infanterie-Division Nr 8 & 28), a w szczególności grupy uderzeniowej „Hoffmeyer”. Natarcie II batalionu 73. pp zakończyło się odzyskaniem przez oddziały polskie wsi Wyry. W bitwie poległ bezpośredni przełożony kpt. Bielawskiego – ppłk Władysław Kiełbasa, sam zaś Roman Bielawski został ciężko ranny. Za udział w bitwie wyrskiej Roman Bielawski odznaczony został Krzyżem Walecznych.

## Konspiracja
Uniknąwszy niewoli, R. Bielawski wstąpił do rodzącej się konspiracji. Już jesienią 1939 roku, z ramienia Okręgu Radom-Kielce ZWZ-AK, został wyznaczony na inspektora ZWZ w Miechowskiem (dowództwo w obwodach: Olkusz, Miechów, Pińczów). Występując pod pseudonimem „Jeleń”, rozpoczął werbunek w Miechowie. Okazało się jednak, że w Miechowskiem szeroką działalność prowadził już krakowski ośrodek ZWZ (Okręg Kraków ZWZ-AK wyznaczył na stanowisko inspektora miechowskiego kpt. Łukasza Grzywacz-Świtalskiego). Szukając kompromisu, zaproponowano kpt. Bielawskiemu stanowisko zastępcy inspektora. R. Bielawski propozycji nie przyjął i 15 stycznia 1940 roku został mianowany komendantem Obwodu Kozienice ZWZ-AK w Okręgu Radom-Kielce ZWZ-AK. Przyjmując pseudonim „Adam”, R. Bielawski rozpoczął budowę struktur obwodu – organizując komendę w Garbatce oraz podległe jej rejony i placówki.
Jego bezpośrednimi współpracownikami zostali: kpt. Józef Pawlak, por. rez. Łukasz Kumor i ppor. Stanisław Ruman. Już w kwietniu 1940 roku zwerbowano około 1000 osób. W tym samym czasie ruszyła prasa konspiracyjna Obwodu Kozienice – „Reduta”. W latach 1940–1942 prowadzono dalszą rozbudowę obwodu oraz przygotowywano akcje scaleniowe z innymi organizacjami konspiracyjnymi. W międzyczasie R. Bielawski awansował do stopnia majora. Stanowisko komendanta Obwodu Kozienice ZWZ-AK piastował do 12 lipca 1942 roku, kiedy to w tragicznych okolicznościach zginął w obławie Gestapo na terenie Garbatki-Letnisko. Miał 35 lat.
Jego grób znajduje się na cmentarzu parafialnym w Nasiechowicach w powiecie miechowskim.